# 美唄駐屯地
美唄駐屯地（びばいちゅうとんち、JGSDF Camp Bibai）は、美唄市南美唄町上1条4丁目に所在し、第2地対艦ミサイル連隊等が駐屯する陸上自衛隊の駐屯地である。

## 概要
最寄の演習場は、美唄訓練場。駐屯地司令は、第2地対艦ミサイル連隊長が兼務。
過去に炭鉱で栄えて人口が増えたものの、その後のエネルギー革命による石炭産業の崩壊の中で1963年に閉山した三井美唄炭鉱跡地の一部に造設されている。
炭鉱跡という立地から駐屯地内は高低差が顕著であり、高台からは石狩平野・美唄市街地が一望できる。
男性用生活隊舎は「魅沙偉瑠館（みさいるかん）」と名付けられている。
駐屯地周辺は、炭鉱関連施設の廃墟の他、炭鉱住宅等が多く見られる。

## 沿革
- 1978年（昭和53年）3月25日：美唄駐とん地が新設され[1]、第126特科大隊が東千歳駐屯地から移駐。大隊長が駐屯地司令に職務指定。
- 1993年（平成5年）
  - 3月29日：第126特科大隊を廃止。
  - 3月30日：第2地対艦ミサイル連隊が新編。
- 2000年（平成12年）
  - 3月27日：第2地対艦ミサイル連隊改編。隷下の直接支援隊を廃止。
  - 3月28日：北部方面後方支援隊第101特科直接支援大隊第４直接支援中隊（第2地対艦ミサイル連隊を支援）が新編。
- 2015年（平成27年）3月26日：北部方面会計隊の改編に伴い、第435会計隊が廃止され、第345会計隊美唄派遣隊が設置される。

## 駐屯部隊

### 北部方面隊隷下部隊
- 第1特科団
  - 第2地対艦ミサイル連隊
- 北部方面後方支援隊
  - 第101特科直接支援大隊
    - 第4直接支援中隊：第2地対艦ミサイル連隊を支援
- 北部方面システム通信群
  - 第101基地システム通信大隊
    - 第314基地通信中隊
      - 美唄派遣隊
- 北部方面会計隊
  - 第345会計隊
    - 美唄派遣隊
- 美唄駐屯地業務隊

### 防衛大臣直轄部隊
- 警務隊
  - 北部方面警務隊
    - 第120地区警務隊
      - 美唄連絡班

### 共同の部隊・機関
- 札幌地方協力本部
  - 札幌地域援護センター
    - 美唄分室

## 美唄訓練場
美唄駐屯地に隣接する形で美唄訓練場が設けられており、主に小規模訓練や持続走等で使用する。傾斜地部分は冬季にはスキーのゲレンデとして利用されている。訓練場の地下には道央道のトンネルがあり、走行中トンネル入口上部にはフェンスがあり「防衛省敷地につき立ち入り禁止」の看板を目にすることが出来る。

## 最寄の幹線交通
- 高速道路：道央自動車道 美唄IC
- 一般道：国道12号、国道275号、北海道道33号美唄月形線、北海道道116号岩見沢三笠線、北海道道135号美唄富良野線
- 鉄道：JR北海道函館本線 美唄駅
- 港湾：小樽港、石狩湾新港 （重要港湾）
- 飛行場：札幌飛行場（官民共用）、砂川ヘリポート（公共用ヘリポート）